# Галеруцини
Галеруцини (Galerucinae) — підродина жуків родини Листоїди (Chrysomelidae). Близька до підродини Criocerinae. Включає понад 5800 видів.

## Опис
Жуки дрібних розмірів (2-7 мм завдовжки). Мають довгі нитчасті вусики. Переднеспинка вужча ніж черево, чітко відокремлена від зовнішніх крил. Забарвлення переважно металеве, трапляються також види коричневого або червоного кольору.

## Спосіб життя
І личинки і дорослі (імаго) є травоїдними, часто годуються на чагарниках і деревах. Дорослі жуки добре літають і можуть переміщатися на значні відстані.